# My Zinc Bed
My Zinc Bed ist ein britisches Filmdrama aus dem Jahr 2008. Regie führte Anthony Page, das Drehbuch schrieb David Hare anhand des eigenen Theaterstücks Mein Zinkbett aus dem Jahr 2000, das am Londoner Royal Court Theatre aufgeführt wurde.

## Handlung
Der alkoholkranke Schriftsteller Paul Peplow hat ein Vorstellungsgespräch beim Unternehmer Victor Quinn. Dabei lernt er Quinns Ehefrau Elsa kennen. Es stellt sich heraus, dass Elsa wie er unter einem Alkoholproblem leidet. Peplow und Elsa tauschen sich über die Schreibblockade des Schriftstellers und über die Probleme mit dem Alkohol aus.

## Kritiken
Kathryn Flett schrieb in der Zeitung The Observer vom 31. August 2008, sie mag keine Dramen mit zahlreichen Dialogen, aber mit einem Stück von David Hare könne man nichts falsch machen – besonders mit Darstellern „des Kalibers von Jonathan Pryce, Paddy Considine und Uma Thurman“. Sie lobte die Bildschirmpräsenz von Uma Thurman, die von der Kamera geliebt zu sein scheine und eine „meisterhafte“ Besetzung ihrer Rolle sei.

## Hintergründe
Der Film wurde von Rainmark Films im Auftrag der British Broadcasting Corporation und des Home Box Office produziert. Er wurde im Juni und Juli 2007 in London gedreht. Die Erstausstrahlung im britischen Fernsehen erfolgte am 27. August 2008.